# Bernardo di Sassonia-Weimar-Eisenach
Carlo Bernardo di Sassonia-Weimar-Eisenach (Weimar, 30 maggio 1792 – Liebenstein, 31 luglio 1862) fu un soldato distintosi per i suoi meriti che, nel 1815, dopo il Congresso di Vienna, divenne colonnello di un reggimento al servizio del re dei Paesi Bassi. Combatté nella battaglia di Quatre Bras e di Waterloo, dove comandava la 2ª brigata della 2ª divisione olandese.

## Infanzia e gioventù
Il principe Bernardo, settimo figlio di Carlo Augusto e di Luisa Augusta d'Assia-Darmstadt, granduca di Sassonia-Weimar-Eisenach, nacque a Weimar il 30 maggio 1792. Si arruolò nell'esercito prussiano e nel 1806 egli combatté nell'armata del principe Federico Luigi di Hohenlohe-Ingelfingen; nel 1809 si arruolò nell'esercito sassone e combatté al comando del Maresciallo Bernadotte nella battaglia di Wagram.

## Campagna di Waterloo
La 2ª brigata della 2ª divisione olandese, guidata dal generale Hendrik George de Perponcher Sedlnitsky, del principe Bernardo fu la prima armata delle forze del Duca di Wellington ad arrivare al quadrivio di Quatre Bras; la brigata di Bernardo, cui in seguito si unì la 1ª brigata, riuscì a mantenere il controllo del crocevia per almeno ventiquattro ore a partire dal tardo pomeriggio del 15 giugno 1815 fino a circa le 15:00 del 16 giugno, impedendo che lo occupassero il maresciallo Michel Ney e l'ala sinistra dell'Armée du Nord francese, in attesa che il Duca di Wellington ed altri importanti alleati arrivassero ad aiutare la 2ª divisione e combattere la battaglia di Quatre Bras. L'azione delle due brigate della 2ª divisione olandese fu una delle più importanti azioni compiute da qualunque brigata nell'intera campagna di Waterloo.
Nella battaglia di Waterloo, il principe Bernardo comandò le armate alleate arrivando mantenendo il controllo delle fattorie di Papelotte, Frichermont e La Haie all'estrema sinistra della linea di battaglia di Wellington. Il suo ruolo fu strategicamente importante, non solo perché se queste posizioni avessero ceduto i francesi avrebbero potuto mettersi al fianco del Duca di Wellington, ma piuttosto perché era da quella direzione che il Duca si aspettava, ed effettivamente ricevette, il supporto dalla Prussia. Benché nel corso della battaglia la 4ª divisione francese di Durutte riuscì temporaneamente a stabilire una base d'appoggio a Papelotte, questa non venne mai conquistata.

## Vita matura e famiglia
Negli anni seguenti alla battaglia di Waterloo, Bernardo, si distinse come comandante di una divisione olandese nella campagna del Belgio del 1831 (la Campagna dei Dieci Giorni) e dal 1847 al 1850 detenne il comando delle forze nelle Indie Orientali Olandesi. Morì il 21 luglio 1862 a Liebenstein.
Il 30 maggio 1816, a Meiningen, egli aveva sposato Ida di Sassonia-Meiningen, figlia del duca Giorgio I; insieme ebbero otto figli:
- Luisa Guglielmina Adelaide (Gand, 31 marzo 1817 – Castello di Windsor, 11 luglio 1832)
- Guglielmo Carlo (Gand, 25 giugno 1819 – Nymwegen, 22 maggio 1839);
- Amalia Augusta Cecilia (Gand, 30 maggio 1822 – Gand, 16 giugno 1822);
- Guglielmo Augusto Edoardo (Londra, 11 ottobre 1823 – Londra, 16 novembre 1902); il 27 novembre 1851, a Londra, sposò Lady Augusta Gordon-Lennox (1827-1904), figlia di Charles Gordon-Lennox, 5º duca di Richmond;
- Ermanno Bernardo Giorgio (Schloß Altenstein, 4 agosto 1825 – Berchtesgaden, 31 agosto 1901); sposò la principessa Augusta di Württemberg (1826-1898) il 17 giugno 1851 a Friedrichshafen;
- Federico Gustavo Carlo (Zeewerghem, 28 giugno 1827 – Vienna, 6 gennaio 1892); sposò a Vienna, il 14 febbraio 1870 Pierina Marocchia, nobile di Marcaini (1845-1879), creata Principessa di Neuperg il 23 maggio 1872;
- Anna Amalia Maria (Zeewerghem, 9 settembre 1828 – Liebenstein, 14 luglio 1864);
- Amalia Maria da Gloria Augusta (Gand, 20 maggio 1830 – Wolferdingen, 1º maggio 1872); il 19 maggio 1853 sposò a Weimar il principe Enrico di Orange-Nassau (1820-1879).

Il figlio Guglielmo Augusto Edoardo entrò nella British Army e servì con grande distinzione nella guerra di Crimea, divenne colonnello del 1° Guardie del Corpo ed in seguito feldmaresciallo britannico.

## Ascendenza
|                                                |                              |                                          | Genitori                                           |  |  | Nonni |  |  | Bisnonni                             |  |  | Trisnonni                               |  |
|                                                |                              |                                          |                                                    |  |  |       |  |  | Ernesto Augusto I di Sassonia-Weimar |  |  | Giovanni Ernesto III di Sassonia-Weimar |  |
|                                                |                              |                                          |                                                    |  |  |       |  |  | Ernesto Augusto I di Sassonia-Weimar |  |  | Giovanni Ernesto III di Sassonia-Weimar |  |
|                                                |                              | Sofia Augusta di Anhalt-Zerbst           |                                                    |  |  |       |  |  | Ernesto Augusto I di Sassonia-Weimar |  |  |                                         |  |
| Ernesto Augusto II di Sassonia-Weimar-Eisenach |                              |                                          |                                                    |  |  |       |  |  | Ernesto Augusto I di Sassonia-Weimar |  |  |                                         |  |
|                                                |                              | Sofia Carlotta di Brandeburgo-Bayreuth   | Giorgio Federico Carlo di Brandeburgo-Bayreuth     |  |  |       |  |  |                                      |  |  |                                         |  |
|                                                |                              | Sofia Carlotta di Brandeburgo-Bayreuth   | Giorgio Federico Carlo di Brandeburgo-Bayreuth     |  |  |       |  |  |                                      |  |  |                                         |  |
|                                                |                              | Sofia Carlotta di Brandeburgo-Bayreuth   | Dorotea di Schleswig-Holstein-Sonderburg-Beck      |  |  |       |  |  |                                      |  |  |                                         |  |
| Carlo Augusto di Sassonia-Weimar-Eisenach      |                              | Sofia Carlotta di Brandeburgo-Bayreuth   |                                                    |  |  |       |  |  |                                      |  |  |                                         |  |
|                                                |                              | Carlo I di Brunswick-Wolfenbüttel        | Ferdinando Alberto II di Brunswick-Lüneburg        |  |  |       |  |  |                                      |  |  |                                         |  |
|                                                |                              | Carlo I di Brunswick-Wolfenbüttel        | Ferdinando Alberto II di Brunswick-Lüneburg        |  |  |       |  |  |                                      |  |  |                                         |  |
|                                                |                              | Carlo I di Brunswick-Wolfenbüttel        | Antonietta Amalia di Brunswick-Wolfenbüttel        |  |  |       |  |  |                                      |  |  |                                         |  |
| Anna Amalia di Brunswick-Wolfenbüttel          |                              | Carlo I di Brunswick-Wolfenbüttel        |                                                    |  |  |       |  |  |                                      |  |  |                                         |  |
|                                                |                              | Filippina Carlotta di Prussia            | Federico Guglielmo I di Prussia                    |  |  |       |  |  |                                      |  |  |                                         |  |
|                                                |                              | Filippina Carlotta di Prussia            | Federico Guglielmo I di Prussia                    |  |  |       |  |  |                                      |  |  |                                         |  |
|                                                |                              | Filippina Carlotta di Prussia            | Sofia Dorotea di Hannover                          |  |  |       |  |  |                                      |  |  |                                         |  |
| Bernardo Carlo di Sassonia-Weimar-Eisenach     |                              | Filippina Carlotta di Prussia            |                                                    |  |  |       |  |  |                                      |  |  |                                         |  |
|                                                | Luigi VIII d'Assia-Darmstadt | Ernesto Luigi d'Assia-Darmstadt          |                                                    |  |  |       |  |  |                                      |  |  |                                         |  |
|                                                | Luigi VIII d'Assia-Darmstadt | Ernesto Luigi d'Assia-Darmstadt          |                                                    |  |  |       |  |  |                                      |  |  |                                         |  |
|                                                | Luigi VIII d'Assia-Darmstadt | Dorotea Carlotta di Brandeburgo-Ansbach  |                                                    |  |  |       |  |  |                                      |  |  |                                         |  |
| Luigi IX d'Assia-Darmstadt                     | Luigi VIII d'Assia-Darmstadt |                                          |                                                    |  |  |       |  |  |                                      |  |  |                                         |  |
|                                                |                              | Carlotta di Hanau-Lichtenberg            | Giovanni Reinardo III di Hanau-Lichtenberg         |  |  |       |  |  |                                      |  |  |                                         |  |
|                                                |                              | Carlotta di Hanau-Lichtenberg            | Giovanni Reinardo III di Hanau-Lichtenberg         |  |  |       |  |  |                                      |  |  |                                         |  |
|                                                |                              | Carlotta di Hanau-Lichtenberg            | Dorotea Federica di Brandeburgo-Ansbach            |  |  |       |  |  |                                      |  |  |                                         |  |
| Luisa Augusta d'Assia-Darmstadt                |                              | Carlotta di Hanau-Lichtenberg            |                                                    |  |  |       |  |  |                                      |  |  |                                         |  |
|                                                |                              | Cristiano III del Palatinato-Zweibrücken | Cristiano II del Palatinato-Zweibrücken-Birkenfeld |  |  |       |  |  |                                      |  |  |                                         |  |
|                                                |                              | Cristiano III del Palatinato-Zweibrücken | Cristiano II del Palatinato-Zweibrücken-Birkenfeld |  |  |       |  |  |                                      |  |  |                                         |  |
|                                                |                              | Cristiano III del Palatinato-Zweibrücken | Caterina Agata di Rappoltstein                     |  |  |       |  |  |                                      |  |  |                                         |  |
| Carolina del Palatinato-Zweibrücken-Birkenfeld |                              | Cristiano III del Palatinato-Zweibrücken |                                                    |  |  |       |  |  |                                      |  |  |                                         |  |
|                                                |                              | Carolina di Nassau-Saarbrücken           | Luigi Crato di Nassau-Saarbrücken                  |  |  |       |  |  |                                      |  |  |                                         |  |
|                                                |                              | Carolina di Nassau-Saarbrücken           | Luigi Crato di Nassau-Saarbrücken                  |  |  |       |  |  |                                      |  |  |                                         |  |
|                                                |                              | Carolina di Nassau-Saarbrücken           | Filippina Enrichetta di Hohenlohe-Langenburg       |  |  |       |  |  |                                      |  |  |                                         |  |
|                                                |                              | Carolina di Nassau-Saarbrücken           |                                                    |  |  |       |  |  |                                      |  |  |                                         |  |